# Panda (Astro)
Panda è un singolo del gruppo musicale cileno Astro, pubblicato il 1º febbraio 2013 come terzo estratto dell'album Astro. Il video della canzone, inizialmente pubblicato su YouTube, è stato censurato per la presenza di nudità. Il video è stato poi ripubblicato su Vimeo.